# Ruben Vargas
Ruben Estephan Vargas Martinez (Adligenswil, 5 agosto 1998) è un calciatore svizzero di origini dominicane, attaccante del Siviglia e della nazionale svizzera.

## Biografia
Vargas è nato ad Adligenswil, in Svizzera, da padre dominicano e madre svizzera.

## Caratteristiche tecniche
È un'ala sinistra.

## Carriera

### Club

#### Inizi e Lucerna
Dopo aver tirato i primi calci al pallone nell'FC Adligenswil, è cresciuto nelle giovanili del Lucerna, con un trascorso nel vivaio del Kriens.
Con il Lucerna ha esordito in prima squadra 18enne, il 27 agosto 2017, in occasione del match di campionato pareggiato per 1-1 contro lo Zurigo, sostituendo Francisco Rodríguez negli ultimi quindici minuti di gioco. Allora era un membro chiave della squadra riserve del club, militante in quarta divisione. Alla seconda partita con la prima squadra del Lucerna è andato in gol, consegnando ai suoi la vittoria per 3-2 contro l'Echallens agli ottavi di finale di Coppa di Svizzera. Nella stagione 2018-2019 si afferma come uno dei migliori calciatori della massima serie elvetica, firmando 10 gol e 9 assist in 38 presenze.

#### Augusta
Il 18 giugno 2019 si trasferisce all'Augusta, con cui esordisce il 17 agosto seguente nella partita persa per 5-1 in casa del Borussia Dortmund, valida per la prima giornata della Bundesliga 2019-20. Alla seconda giornata apre le marcature nella gara pareggiata (1-1) in casa contro l'Union Berlino.

#### Siviglia
Il 10 gennaio 2025 viene acquistato dal Siviglia.

### Nazionale
Dopo aver giocato nella nazionale svizzera Under-21, nel 2019 ha esordito in nazionale maggiore, nel successo interno per 4-0 contro Gibilterra dell'8 settembre, gara valevole per le qualificazioni al campionato europeo di calcio 2020. Il 18 novembre, alla sua terza presenza proprio nel ritorno in casa di Gibilterra segna anche la sua prima rete in Nazionale maggiore nel successo per 6-1 finale.
Nel 2021 ha partecipato agli Europei, nel 2022 ai Mondiali e nel 2024 nuovamente agli Europei; nel corso di quest'ultima manifestazione è andato a segno nel successo per 2-0 contro l'Italia agli ottavi.

## Statistiche

### Presenze e reti nei club
Statistiche aggiornate all'11 gennaio 2025.
| Stagione          | Squadra           | Campionato        | Campionato | Campionato | Coppe nazionali | Coppe nazionali | Coppe nazionali | Coppe continentali | Coppe continentali | Coppe continentali | Altre coppe | Altre coppe | Altre coppe | Totale | Totale | Totale |
| Stagione          | Squadra           | Comp              | Pres       | Reti       | Comp            | Pres            | Reti            | Comp               | Pres               | Reti               | Comp        | Pres        | Reti        | Pres   | Reti   |        |
| ----------------- | ----------------- | ----------------- | ---------- | ---------- | --------------- | --------------- | --------------- | ------------------ | ------------------ | ------------------ | ----------- | ----------- | ----------- | ------ | ------ | ------ |
| 2015-2016         | Lucerna II        | PLC               | 6          | 3          | -               | -               | -               | -                  | -                  | -                  | -           | -           | -           | 6      | 3      |        |
| 2016-2017         | Lucerna II        | PLC               | 10         | 9          | -               | -               | -               | -                  | -                  | -                  | -           | -           | -           | 10     | 9      |        |
| 2017-2018         | Lucerna II        | PLC               | 9          | 5          | -               | -               | -               | -                  | -                  | -                  | -           | -           | -           | 9      | 5      |        |
| Totale Lucerna II | Totale Lucerna II | Totale Lucerna II | 25         | 17         |                 | -               | -               |                    | -                  | -                  |             | -           | -           | 25     | 17     |        |
| 2017-2018         | Lucerna           | SL                | 19         | 1          | CS              | 1               | 1               | UEL                | 0                  | 0                  | -           | -           | -           | 20     | 2      |        |
| 2018-2019         | Lucerna           | SL                | 31         | 8          | CS              | 5               | 2               | UEL                | 2                  | 0                  | -           | -           | -           | 38     | 10     |        |
| Totale Lucerna    | Totale Lucerna    | Totale Lucerna    | 50         | 9          |                 | 6               | 3               |                    | 2                  | 0                  |             | -           | -           | 58     | 12     |        |
| 2019-2020         | Augusta           | BL                | 33         | 6          | CG              | 0               | 0               | -                  | -                  | -                  | -           | -           | -           | 33     | 6      |        |
| 2020-2021         | Augusta           | BL                | 30         | 6          | CG              | 2               | 1               | -                  | -                  | -                  | -           | -           | -           | 32     | 7      |        |
| 2021-2022         | Augusta           | BL                | 29         | 1          | CG              | 1               | 1               | -                  | -                  | -                  | -           | -           | -           | 30     | 2      |        |
| 2022-2023         | Augusta           | BL                | 23         | 3          | CG              | 1               | 0               | -                  | -                  | -                  | -           | -           | -           | 24     | 3      |        |
| 2023-2024         | Augusta           | BL                | 31         | 4          | CG              | 1               | 0               | -                  | -                  | -                  | -           | -           | -           | 32     | 4      |        |
| 2024-gen. 2025    | Augusta           | BL                | 8          | 0          | CG              | 2               | 1               | -                  | -                  | -                  | -           | -           | -           | 10     | 1      |        |
| Totale Augsburg   | Totale Augsburg   | Totale Augsburg   | 154        | 20         |                 | 7               | 3               |                    | -                  | -                  |             | -           | -           | 161    | 23     |        |
| gen.-giu. 2025    | Siviglia          | PD                | 1          | 0          | CR              | -               | -               | -                  | -                  | -                  | -           | -           | -           | 1      | 0      |        |
| Totale carriera   | Totale carriera   | Totale carriera   | 230        | 46         |                 | 13              | 6               |                    | 2                  | 0                  |             | -           | -           | 245    | 52     |        |

### Cronologia presenze e reti in nazionale
| Cronologia completa delle presenze e delle reti in nazionale ― Svizzera | Cronologia completa delle presenze e delle reti in nazionale ― Svizzera | Cronologia completa delle presenze e delle reti in nazionale ― Svizzera | Cronologia completa delle presenze e delle reti in nazionale ― Svizzera | Cronologia completa delle presenze e delle reti in nazionale ― Svizzera | Cronologia completa delle presenze e delle reti in nazionale ― Svizzera | Cronologia completa delle presenze e delle reti in nazionale ― Svizzera | Cronologia completa delle presenze e delle reti in nazionale ― Svizzera |
| Data                                                                    | Città                                                                   | In casa                                                                 | Risultato                                                               | Ospiti                                                                  | Competizione                                                            | Reti                                                                    | Note                                                                    |
| ----------------------------------------------------------------------- | ----------------------------------------------------------------------- | ----------------------------------------------------------------------- | ----------------------------------------------------------------------- | ----------------------------------------------------------------------- | ----------------------------------------------------------------------- | ----------------------------------------------------------------------- | ----------------------------------------------------------------------- |
| 8-9-2019                                                                | Sion                                                                    | Svizzera                                                                | 4 – 0                                                                   | Gibilterra                                                              | Qual. Euro 2020                                                         | -                                                                       | 74’                                                                     |
| 15-11-2019                                                              | San Gallo                                                               | Svizzera                                                                | 1 – 0                                                                   | Georgia                                                                 | Qual. Euro 2020                                                         | -                                                                       | 78’                                                                     |
| 18-11-2019                                                              | Gibilterra                                                              | Gibilterra                                                              | 1 – 6                                                                   | Svizzera                                                                | Qual. Euro 2020                                                         | 1                                                                       | 85’                                                                     |
| 3-9-2020                                                                | Leopoli                                                                 | Ucraina                                                                 | 2 – 1                                                                   | Svizzera                                                                | UEFA Nations League 2020-2021 - 1º turno                                | -                                                                       | 73’                                                                     |
| 6-9-2020                                                                | Basilea                                                                 | Svizzera                                                                | 1 – 1                                                                   | Germania                                                                | UEFA Nations League 2020-2021 - 1º turno                                | -                                                                       | 72’                                                                     |
| 7-10-2020                                                               | San Gallo                                                               | Svizzera                                                                | 1 – 2                                                                   | Croazia                                                                 | Amichevole                                                              | -                                                                       | 46’                                                                     |
| 10-10-2020                                                              | Madrid                                                                  | Spagna                                                                  | 1 – 0                                                                   | Svizzera                                                                | UEFA Nations League 2020-2021 - 1º turno                                | -                                                                       | 60’                                                                     |
| 11-11-2020                                                              | Lovanio                                                                 | Belgio                                                                  | 2 – 1                                                                   | Svizzera                                                                | Amichevole                                                              | -                                                                       | 46’                                                                     |
| 25-3-2021                                                               | Sofia                                                                   | Bulgaria                                                                | 1 – 3                                                                   | Svizzera                                                                | Qual. Mondiali 2022                                                     | -                                                                       | 75’                                                                     |
| 28-3-2021                                                               | San Gallo                                                               | Svizzera                                                                | 1 – 0                                                                   | Lituania                                                                | Qual. Mondiali 2022                                                     | -                                                                       | 79’                                                                     |
| 31-3-2021                                                               | San Gallo                                                               | Svizzera                                                                | 3 – 2                                                                   | Finlandia                                                               | Amichevole                                                              | 1                                                                       | 55’                                                                     |
| 3-6-2021                                                                | San Gallo                                                               | Svizzera                                                                | 7 – 0                                                                   | Liechtenstein                                                           | Amichevole                                                              | -                                                                       | 46’                                                                     |
| 16-6-2021                                                               | Roma                                                                    | Italia                                                                  | 3 – 0                                                                   | Svizzera                                                                | Euro 2020 - 1º turno                                                    | -                                                                       | 76’                                                                     |
| 20-6-2021                                                               | Baku                                                                    | Svizzera                                                                | 3 – 1                                                                   | Turchia                                                                 | Euro 2020 - 1º turno                                                    | -                                                                       | 75’                                                                     |
| 28-6-2021                                                               | Bucarest                                                                | Francia                                                                 | 3 – 3 dts (4 – 5 dtr)                                                   | Svizzera                                                                | Euro 2020 - Ottavi di finale                                            | -                                                                       | 79’                                                                     |
| 2-7-2021                                                                | San Pietroburgo                                                         | Svizzera                                                                | 1 – 1 dts (1 – 3 dtr)                                                   | Spagna                                                                  | Euro 2020 - Quarti di finale                                            | -                                                                       | 23’                                                                     |
| 1-9-2021                                                                | Basilea                                                                 | Svizzera                                                                | 2 – 1                                                                   | Grecia                                                                  | Amichevole                                                              | 1                                                                       | 46’                                                                     |
| 5-9-2021                                                                | Basilea                                                                 | Svizzera                                                                | 0 – 0                                                                   | Italia                                                                  | Qual. Mondiali 2022                                                     | -                                                                       | 63’                                                                     |
| 8-9-2021                                                                | Belfast                                                                 | Irlanda del Nord                                                        | 0 – 0                                                                   | Svizzera                                                                | Qual. Mondiali 2022                                                     | -                                                                       |                                                                         |
| 12-10-2021                                                              | Vilnius                                                                 | Lituania                                                                | 0 – 4                                                                   | Svizzera                                                                | Qual. Mondiali 2022                                                     | -                                                                       | 67’                                                                     |
| 12-11-2021                                                              | Roma                                                                    | Italia                                                                  | 1 – 1                                                                   | Svizzera                                                                | Qual. Mondiali 2022                                                     | -                                                                       | 86’                                                                     |
| 15-11-2021                                                              | Lucerna                                                                 | Svizzera                                                                | 4 – 0                                                                   | Bulgaria                                                                | Qual. Mondiali 2022                                                     | 1                                                                       | 79’                                                                     |
| 26-3-2022                                                               | Londra                                                                  | Inghilterra                                                             | 2 – 1                                                                   | Svizzera                                                                | Amichevole                                                              | -                                                                       | 62’                                                                     |
| 2-6-2022                                                                | Praga                                                                   | Rep. Ceca                                                               | 2 – 1                                                                   | Svizzera                                                                | UEFA Nations League 2022-2023 - 1º turno                                | -                                                                       | 87’                                                                     |
| 24-9-2022                                                               | Saragozza                                                               | Spagna                                                                  | 1 – 2                                                                   | Svizzera                                                                | UEFA Nations League 2022-2023 - 1º turno                                | -                                                                       | 78’                                                                     |
| 27-9-2022                                                               | San Gallo                                                               | Svizzera                                                                | 2 – 1                                                                   | Rep. Ceca                                                               | UEFA Nations League 2022-2023 - 1º turno                                | -                                                                       | 79’                                                                     |
| 17-11-2022                                                              | Abu Dhabi                                                               | Ghana                                                                   | 2 – 0                                                                   | Svizzera                                                                | Amichevole                                                              | -                                                                       | 62’                                                                     |
| 24-11-2022                                                              | Al Wakrah                                                               | Svizzera                                                                | 1 – 0                                                                   | Camerun                                                                 | Mondiali 2022 - 1º turno                                                | -                                                                       | 81’                                                                     |
| 28-11-2022                                                              | Doha                                                                    | Brasile                                                                 | 1 – 0                                                                   | Svizzera                                                                | Mondiali 2022 - 1º turno                                                | -                                                                       | 59’                                                                     |
| 2-12-2022                                                               | Doha                                                                    | Serbia                                                                  | 2 – 3                                                                   | Svizzera                                                                | Mondiali 2022 - 1º turno                                                | -                                                                       | 34’ 84’                                                                 |
| 6-12-2022                                                               | Lusail                                                                  | Portogallo                                                              | 6 – 1                                                                   | Svizzera                                                                | Mondiali 2022 - Ottavi di finale                                        | -                                                                       | 66’                                                                     |
| 25-3-2023                                                               | Novi Sad                                                                | Bielorussia                                                             | 0 – 5                                                                   | Svizzera                                                                | Qual. Euro 2024                                                         | -                                                                       | 66’                                                                     |
| 28-3-2023                                                               | Lancy                                                                   | Svizzera                                                                | 3 – 0                                                                   | Israele                                                                 | Qual. Euro 2024                                                         | 1                                                                       | 74’                                                                     |
| 16-6-2023                                                               | Andorra la Vella                                                        | Andorra                                                                 | 1 – 2                                                                   | Svizzera                                                                | Qual. Euro 2024                                                         | -                                                                       | 61’                                                                     |
| 19-6-2023                                                               | Lucerna                                                                 | Svizzera                                                                | 2 – 2                                                                   | Romania                                                                 | Qual. Euro 2024                                                         | -                                                                       | 75’                                                                     |
| 9-9-2023                                                                | Pristina                                                                | Kosovo                                                                  | 2 – 2                                                                   | Svizzera                                                                | Qual. Euro 2024                                                         | -                                                                       | 63’                                                                     |
| 12-9-2023                                                               | Sion                                                                    | Svizzera                                                                | 3 – 0                                                                   | Andorra                                                                 | Qual. Euro 2024                                                         | -                                                                       | 90+3’                                                                   |
| 15-11-2023                                                              | Felcsút                                                                 | Israele                                                                 | 1 – 1                                                                   | Svizzera                                                                | Qual. Euro 2024                                                         | 1                                                                       | 77’                                                                     |
| 18-11-2023                                                              | Basilea                                                                 | Svizzera                                                                | 1 – 1                                                                   | Kosovo                                                                  | Qual. Euro 2024                                                         | 1                                                                       | 75’                                                                     |
| 21-11-2023                                                              | Bucarest                                                                | Romania                                                                 | 1 – 0                                                                   | Svizzera                                                                | Qual. Euro 2024                                                         | -                                                                       | 81’                                                                     |
| 23-3-2024                                                               | Copenaghen                                                              | Danimarca                                                               | 0 – 0                                                                   | Svizzera                                                                | Amichevole                                                              | -                                                                       | 76’                                                                     |
| 4-6-2024                                                                | Lucerna                                                                 | Svizzera                                                                | 4 – 0                                                                   | Estonia                                                                 | Amichevole                                                              | -                                                                       | 46’                                                                     |
| 8-6-2024                                                                | San Gallo                                                               | Svizzera                                                                | 1 – 1                                                                   | Austria                                                                 | Amichevole                                                              | -                                                                       | 66’                                                                     |
| 15-6-2024                                                               | Colonia                                                                 | Ungheria                                                                | 1 – 3                                                                   | Svizzera                                                                | Euro 2024 - 1º turno                                                    | -                                                                       | 74’                                                                     |
| 19-6-2024                                                               | Colonia                                                                 | Scozia                                                                  | 1 – 1                                                                   | Svizzera                                                                | Euro 2024 - 1º turno                                                    | -                                                                       | 75’                                                                     |
| 23-6-2024                                                               | Francoforte sul Meno                                                    | Svizzera                                                                | 1 – 1                                                                   | Germania                                                                | Euro 2024 - 1º turno                                                    | -                                                                       | 65’                                                                     |
| 29-6-2024                                                               | Berlino                                                                 | Svizzera                                                                | 2 – 0                                                                   | Italia                                                                  | Euro 2024 - Ottavi di finale                                            | 1                                                                       | 71’                                                                     |
| 6-7-2024                                                                | Düsseldorf                                                              | Inghilterra                                                             | 1 – 1 dts (5 - 3 dtr)                                                   | Svizzera                                                                | Euro 2024 - Quarti di finale                                            | -                                                                       | 63’                                                                     |
| 5-9-2024                                                                | Copenaghen                                                              | Danimarca                                                               | 2 – 0                                                                   | Svizzera                                                                | UEFA Nations League 2024-2025 - 1º turno                                | -                                                                       | 53’                                                                     |
| 8-9-2024                                                                | Ginevra                                                                 | Svizzera                                                                | 1 – 4                                                                   | Spagna                                                                  | UEFA Nations League 2024-2025 - 1º turno                                | -                                                                       | 18’ 85’                                                                 |
| 21-3-2025                                                               | Belfast                                                                 | Irlanda del Nord                                                        | 1 – 1                                                                   | Svizzera                                                                | Amichevole                                                              | -                                                                       | 36’ 59’                                                                 |
| 25-3-2025                                                               | San Gallo                                                               | Svizzera                                                                | 3 – 1                                                                   | Lussemburgo                                                             | Amichevole                                                              | 1                                                                       | 82’                                                                     |
| Totale                                                                  |                                                                         | Presenze                                                                | 52                                                                      |                                                                         | Reti                                                                    | 9                                                                       |                                                                         |